# Ducs de Noci
La lignée des ducs de Noci commence le 11 juin 1600 avec l'attribution du titre à Don Adriano, fils cadet de Giangirolamo Acquaviva d'Aragon, 10e duc d'Atri. Adriano fut 18e Comte de Conversano, 10e Comte de San Flaviano et Comte de Castellana depuis 1579, patricien napolitain, Vice-roi de Naples, gouverneur d'Otranto, membre du Conseil Collatéral d'État.

## Généalogie
```
Adriano
 († 1619), 
1
er
 duc de 
Noci
, épouse
      
Isabella Caracciolo
, seigneur de 
Trecentola
, fille de 
Giovanni Andrea
, seigneur de 
Tocco
 ;
  │
  └─>
Giulio Antonio I
(† 
1623
), 
2
e
 
duc
 de 
Noci
, épouse
      │ 
Caterina
(† 
1636
), , 
6
e
 
duchesse de Nardò
;
      │
      └─>
Giangirolamo II
(1600-1665), 
3
e
 
duc
 de 
Noci
, épouse
          │  comtesse 
Isabella Filomarino
 (1600-79), baronne de 
Castellabate
 et fille de 
Tommaso Filomarino
, 
1
er
 prince della Rocca d'
Aspro
.
          │
          └─> 
Cosimo
 (†1665), 
4
e
 
duc
 de Noci, épouse
              │  
Caterina di Capua
 (1626-1691), fille de 
Fabrizio
, prince della 
Riccia
 et comte d'
Altavilla
;
              │
              ├─> 
Giangirolamo III
 (†1680), 
5
e
 
duc
 de 
Noci
, épouse
              │       
Aurora Sanseverino
 (1667-1727), fille de 
Carlo Maria
 
9
e
 
prince
 de 
Bisignano
;
              │
              └─> 
Giulio Antonio
 (†1691), 
6
e
 
duc
 de Noci, duc de 
Noci
, comte de 
Castellana
, 
Conversano
 et 
San Flaviano
 épouse
                  │  
Dorotea
 (†1714), fille de 
Giosia
, 
14
e
 
duc
 d'
Atri
 (1631-79);
                  │
                  └─>
Giulio Antonio
 (1691-1746), 
7
e
 
duc
 de Noci, épouse
                      │   
Maria Teresa Spinelli
 (1693-1768), fille de 
Carlo
, 
6
e
 
prince
 de la 
Tarsia
;
                      │
                      └─>
Giovanni Girolamo
 (†1777), 
8
e
 
duc
 de Nardó, épouse
                          │   
Maria Giuseppa Spinelli
 (1723-1757), fille de 
Francesco Spinelli
 
7
e
 
prince
 de 
Scalea
;
                          │
                          └─>
Giulio Antonio
 (1742-1801), 
9
e
 
duc
 de Nardó, épouse
                              │   
Teresa Spinelli
 (1759-1834), fille d' 
Antonio II Spinelli
, 
8
e
 
prince
 de 
Scalea
;
                              │
                              └─>
Giangirolamo
 (1786-1848),10
e
 duc de 
Noci
, épouse
                                  │   
Maria Giulia Colonna
 (°1783), fille d' 
Andrea
, 
3
e
 
prince
 de 
Stigliano
 et de 
Cecilia Ruffo
, duchesse de 
Bagnara
;
                                  │
                                  └─>
Luigi
, 
11
e
 
duc
 de Noci (1812-1898), épouse
                                      │   la duchesse 
Giulia Milazzi
, fille de 
Teodoro
 duc de 
Casalaspro
 et 
Pietragalla
 (1828-1863)
                                      │
                                      └─>
Alberto
, 
12
e
 
duc
 de 
Noci
 (1856-1925), épouse
                                         
Maria Clementina de Mocenigo
, fille du comte 
Alvise
, patricien venitien ;
                                  │
                                  └─>
Giulia
(1887-1967), 
25
e
 
duchesse
 d'
Atri
, 
13
e
 
duchesse
 de 
Noci
, 
41
e
 
comtesse
 de 
Conversano

                                       │ ∞ 
Giustiniano Perrelli-Tomacelli-Filomarino
, 
10
e
 
prince
 de 
Bojano
;
                                       │
                                       └─>
Fabio Tomacelli Filomarino
 (1920-2003), 
14
e
 
duc
 de Noci, 
11
e
 
prince
 de 
Bojano
.
```